# Yellow Cup 2012
Der Yellow Cup ⅩⅬ (2012) in der Schweizer Stadt Winterthur war der 40. Yellow Cup.

## Modus
In dieser Austragung spielten 4 Mannschaften im Modus «Jeder gegen jeden» mit je einem Spiel um den Cup. Bei Punktgleichheit entschied die bessere Tordifferenz, danach die Zahl der geschossenen Tore.

## Resultate

### Rangliste
| Pl. | Land        | Sp. | S | U | N | Tore     | Diff. | Punkte |
| --- | ----------- | --- | - | - | - | -------- | ----- | ------ |
| 1.  | Niederlande | 3   | 3 | 0 | 0 | 095:730  | +22   | 6      |
| 2.  | Schweiz     | 3   | 2 | 0 | 1 | 087:750  | +12   | 4      |
| 3.  | Katar       | 3   | 1 | 0 | 2 | 070:780  | −8    | 2      |
| 4.  | Ukraine     | 3   | 0 | 0 | 3 | 075:1010 | −26   | 0      |

### Spiele
| 6. Januar 2012 19:00 Uhr | Schweiz                 | 29:30        | Niederlande                      | Eulachhalle Zuschauer: 1050 Schiedsrichter: Fleisch, Rieber |
| 6. Januar 2012 19:00 Uhr | meiste Tore: Schmid (7) | (13:15)      | meiste Tore: Bult & Leenders (6) | Eulachhalle Zuschauer: 1050 Schiedsrichter: Fleisch, Rieber |
| 6. Januar 2012 19:00 Uhr | Strafen: 3× 4×          | Spielbericht | Strafen: ?× 4×                   | Eulachhalle Zuschauer: 1050 Schiedsrichter: Fleisch, Rieber |

| 6. Januar 2012 21:00 Uhr | Katar   | 30:26 | Ukraine | Eulachhalle |
| 6. Januar 2012 21:00 Uhr | (15:16) |       |         | Eulachhalle |
| 6. Januar 2012 21:00 Uhr |         |       |         | Eulachhalle |

| 7. Januar 2012 18:00 Uhr | Ukraine | 29:39 | Niederlande | Eulachhalle |
| 7. Januar 2012 18:00 Uhr | (16:18) |       |             | Eulachhalle |
| 7. Januar 2012 18:00 Uhr |         |       |             | Eulachhalle |

| 7. Januar 2012 20:15 Uhr | Katar                  | 25:26        | Schweiz                 | Eulachhalle Zuschauer: 1270 Schiedsrichter: Fleisch, Rieber |
| 7. Januar 2012 20:15 Uhr | meiste Tore: Sinen (8) | (11:13)      | meiste Tore: Schmid (7) | Eulachhalle Zuschauer: 1270 Schiedsrichter: Fleisch, Rieber |
| 7. Januar 2012 20:15 Uhr | Strafen: ?× 5× 1×      | Spielbericht | Strafen: 3× 4×          | Eulachhalle Zuschauer: 1270 Schiedsrichter: Fleisch, Rieber |

| 8. Januar 2012 13:30 Uhr | Niederlande | 26:15 | Katar | Eulachhalle |
| 8. Januar 2012 13:30 Uhr | (12:7)      |       |       | Eulachhalle |
| 8. Januar 2012 13:30 Uhr |             |       |       | Eulachhalle |

| 8. Januar 2012 15:30 Uhr | Schweiz                 | 32:20        | Ukraine                | Eulachhalle Zuschauer: 1350 Schiedsrichter: Fleisch, Rieber |
| 8. Januar 2012 15:30 Uhr | meiste Tore: Schmid (7) | (16:10)      | meiste Tore: Burka (6) | Eulachhalle Zuschauer: 1350 Schiedsrichter: Fleisch, Rieber |
| 8. Januar 2012 15:30 Uhr | Strafen: 3× 4×          | Spielbericht | Strafen: ?× 3×         | Eulachhalle Zuschauer: 1350 Schiedsrichter: Fleisch, Rieber |

## Torschützenliste
Bei gleicher Anzahl von Treffern sind die Spieler alphabetisch geordnet.
| Pl. | Spieler         | Land        | Tore |
| --- | --------------- | ----------- | ---- |
| 1.  | Andy Schmid     | Schweiz     | 21   |
| 2.  | Serhij Burka    | Ukraine     | 17   |
| 2.  | Manuel Liniger  | Schweiz     | 17   |
| 4.  | Bassel al-Rayes | Katar       | 16   |
| 5.  | Toon Leenders   | Niederlande | 15   |

## Auszeichnungen
| Auszeichnung          | Spieler                                       | Land        |
| --------------------- | --------------------------------------------- | ----------- |
| Attraktivster Spieler | Mark Bult                                     | Niederlande |
| Bester Torhüter       | Gerrie Eijlers                                | Niederlande |
| Pechvogelpreis        | David Graubner                                | Schweiz     |
| Publikumspreis        | –                                             | Katar       |
| Besondere Verdienste  | Heinz Berger (jahrzehntelange Turnierleitung) | Schweiz     |